# Kalixälven
Kalixälven est un fleuve du nord de la Suède, un des plus longs du pays.

## Géographie
De 460 km de longueur, le Kalixälven prend sa source dans les montagnes du Kebnekaise, commune de Kiruna, se dirige vers le sud-est à travers la Laponie puis à travers Norrbotten pour se jeter dans le golfe de Botnie à Kalix.

### Provinces historiques et principales communes traversées
- Lappland : Kiruna
- Norrbotten : Kalix

### Bassin versant
Son bassin versant est de 18 130 km2 de superficie.

## Affluents

### Principaux affluents
- Kaitumälven (rd[note 1]),
- Tärendöälven (rg)
- Ängesån (rd)

## Hydrologie
Son module est de 295 m3/s.

### Crues
Son débit maximal observé est de 1 450 m3/s.

## Aménagements et écologie

### Production hydroélectrique
Contrairement à la majorité des fleuves suédois, Kalixälven est dépourvu de barrages hydroélectriques.